# CASA 3000
CASA 3000 je bil predlagano turbopropelersko regionalno potniško letalo španskega proizvajalca Construcciones Aeronáuticas SA (CASA) v zgodnjih 1990ih.
CASA je sprva predlagala podaljšan trup na bazi ruskega Iljušina Il-114. Potrebne bi bile modifikacije trupa zaradi različnih pravil certifikacije v zahodnih državah. Krilo bi bilo podobno kot na švedskem letalu Saab 2000, za katerega je CASA izdelovala krila. Letalo bi imelo kapaciteto za 70 potnikov. Zaradi neuspešnih dogovorov s Iljušinom je CASA izjavila, da bi sama razvila trup.
Kljub velikemu trgu, ki je ocenjene na 1000 letal, je CASA prekinila razvoj.